# 巫妖

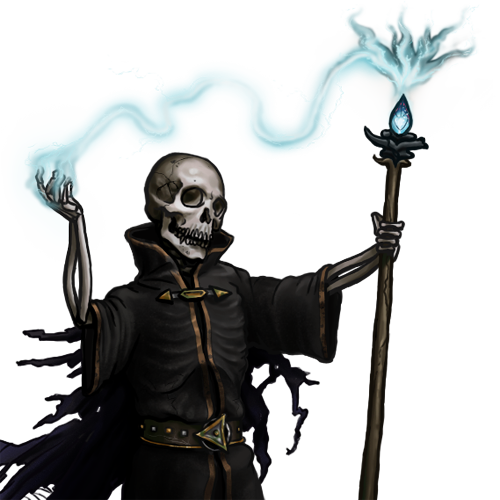
游戲The Battle of Wasnoth中的巫妖形象。

巫妖（Lich）在奇幻小說中是利用魔法來達到不死目的的施法者。他們藉著黑魔法和死靈法術來轉化為不死生物，存放他們的靈魂於命匣（Phylactery）內，因此唯一能摧毀巫妖的辦法是毀掉儲存他們靈魂的命匣，在其他的情況下，巫妖即使身體毀滅也可以藉由命匣再造一個新的肉體復活。
对于巫妖来源的另一種說法是研究亡靈魔法的魔法師因故死去之后，由于生前作恶以及死亡时的怨念而无法获得超脱和净化，以自己作为宿主吸取周围的亡魂，成为不死生物。另外在少數的情況下，巫妖是由法術意外造成的。
巫妖擁有智慧，並且完美的保留了生前所有的能力，且有無盡的時間來鑽研魔法，所以不可避免地擁有強大的魔力。巫妖一般使用黑魔法和死靈系法術，能够以自身作为容器承纳大量的不死生物，在战斗中召唤出亡魂，僵尸，以及更高等的不死生物，加上死灵系生物固有的尸毒，是极其危险的魔法生物。
巫妖的起源可追溯到中東的民間傳說，而藉著將靈魂存放在容器內以達到永生跟埃及的喪葬儀式有關。

## 相關
- 龍巫妖（英语：dracolich）
- 不死生物
- 维丝（日语：レイス (幽霊)）-因魔法师在灵魂出窍失败，肉体和灵魂分离后，变化产生的不死生物。[1]

1. ↑  山北篤 & 細江ひろみ 2020，第126頁.